# Сіне-Кінчери
Сіне́-Кінче́ри (рос. Сине-Кинчеры, чув. Çĕнĕ Кинчер) — присілок у складі Урмарського району Чувашії, Росія. Входить до складу Шихабиловського сільського поселення.
Населення — 152 особи (2010; 192 у 2002).
Національний склад:
- чуваші — 99 %